# Natalie Goldberg

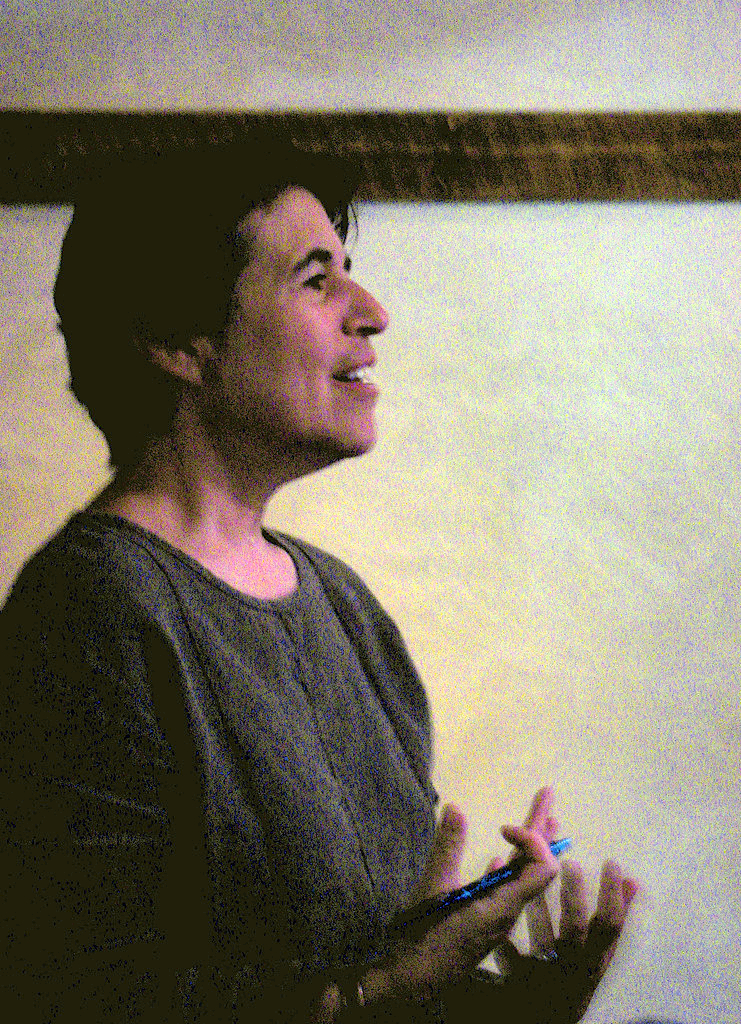
Natalie Goldberg

Natalie Goldberg (* 4. Januar 1948 in Brooklyn, New York) ist eine amerikanische Schriftstellerin und Schreiblehrerin. Sie lebt in Santa Fe in New Mexico.

## Goldbergs Ansatz: Schreiben und Zen
In ihren Schreibbüchern verbindet Natalie Goldberg Methoden des Kreativen Schreibens mit Erfahrungen des Zen-Buddhismus. Ihr bekanntestes Werk ist „Writing down the Bones: Freeing the Writer Within“ (dt.: Schreiben in Cafés / früherer Titel: Der Weg des Schreibens). Goldbergs Kerngedanke ist, dass die Praxis des Schreibens der Zen-Meditation entspricht. Ziel des Schreibens ist einfach nur das Schreiben.
Goldberg regt an, sich eine Übungszeit festzusetzen, in der unablässig geschrieben wird. Ihre sechs Schreibregeln besagen, innerhalb der Übungszeit
1. die Hand ständig in Bewegung zu halten,
2. nichts zu streichen,
3. sich nicht um Grammatik und Orthografie zu kümmern,
4. sich gehen zu lassen,
5. nichts zu denken und
6. „dem wunden Punkt“ nicht auszuweichen.

## Methodische Einordnung
In methodischer Hinsicht ist Goldbergs Ansatz eine Variante des Freewriting. Die Besonderheit ihres Ansatzes ergibt sich aus der Verbindung mit dem Zen-Buddhismus. Die deutsche Erstveröffentlichung war denn auch missverständlicherweise im Bereich Esoterik eingeordnet. Innerhalb der verschiedenen Konzepte des kreativen Schreibens ist Goldberg im Bereich des therapeutischen und selbstreflexiven Schreibens zu verorten.